# Livro de Daniel
O Livro de Daniel é um dos livros do Tanakh (visão judaica) ou do Antigo Testamento (visão cristã) da Bíblia, cujo título é derivado do nome do profeta. A autoria do livro é atribuída tradicionalmente a Daniel; Cristo também apóia esta posição em Mateus 24:15–16. Nas Bíblias cristãs, como por exemplo na Tradução Brasileira da Bíblia, vem depois do Livro de Ezequiel e antes do Livro de Oseias. Alguns trechos são escritos em hebraico (1:1—2:3; 8:1—12:13) e a maioria em aramaico (2:4—7:28), havendo também as adições em grego (versículos 24 a 90 do capítulo 3 e capítulos 13 e 14) não encontradas na versão da Bíblia como defendida por Lutero e outros protestantes.
Daniel tinha três amigos: Hananias, Misael e Azarias (mais tarde renomeados para Sadraque, Mesaque e Abedenego, respectivamente) que foram lançados na fornalha de fogo, mas não se queimaram pois Deus estava com eles.
Contém uma linguagem conhecida pelos estudiosos bíblicos como sendo "apocalíptica", que é cheia de símbolos vivos para representar pessoa(s) ou evento(s) futuro(s). Contém basicamente seis histórias de Daniel e seus amigos judeus, quando estavam na corte do rei Nabucodonosor II, e mais quatro profecias, únicas em estilo no Antigo Testamento.
Diferentemente dos outros livros proféticos, na Bíblia Hebraica não está no Nevi'im, mas no Ketuvim.

## Versões

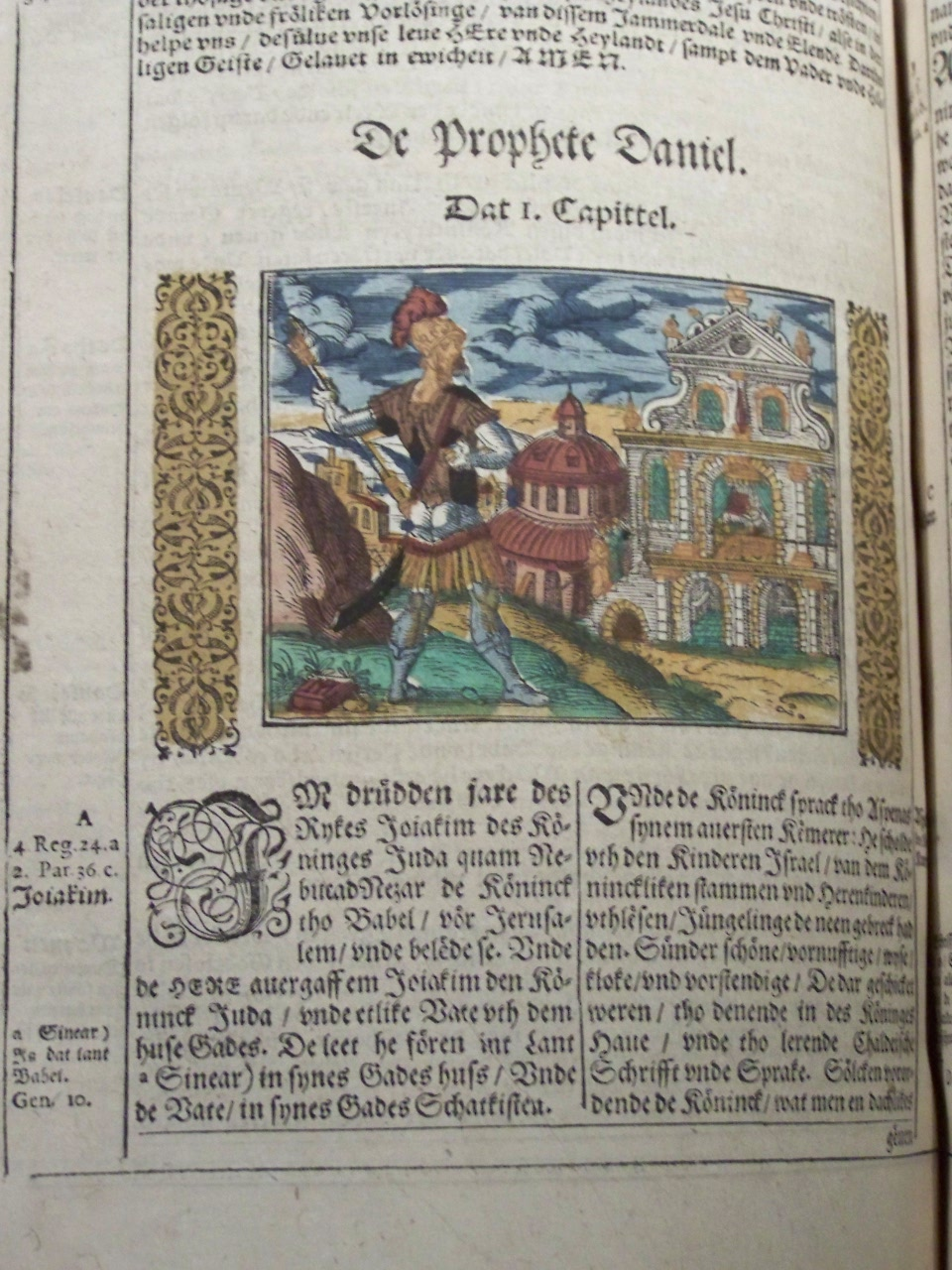
Detalhe para o Livro de Daniel, na Bíblia de Barth. Idioma baixo-alemão médio, século XVI

O livro possui duas versões, sendo que a versão utilizada pela Igreja Católica contém adições em grego (versículos 24 a 90 do capítulo 3 e capítulos 13 e 14), encontradas na Septuaginta, mas não encontradas na Bíblia Hebraica e no Antigo Testamento das Igrejas Protestantes que adotam a Bíblia proposta por Lutero.

## Origem
Pela singularidade de seu estilo e conteúdo o livro é alvo de críticas e especulações diversas a respeito de sua origem. De maneira semelhante aquilo que se vê em relação a escritos antigos não há consenso quanto a origem do texto.
Para alguns trata-se de um escrito apocalíptico, que surgiu no século II a.C., na época em que o rei Antíoco IV queria acabar com a cultura, costumes e religião dos judeus, e por isso perseguia quem não se sujeitava aos padrões e costumes da cultura grega. A finalidade do livro é sustentar a esperança do povo fiel e, ao mesmo tempo, provocar a resistência contra os opressores. Para uma correta compreensão deste livro, é importante lê-lo junto com os livros dos Macabeus.

## Contexto histórico
O Livro de Daniel contém um registro de certos incidentes históricos da vida de Daniel e de seus três amigos, judeus deportados que estavam à serviço do governo da Babilônia, e o registro de um sonho profético do rei Nabucodonosor, interpretado por Daniel, juntamente com o registro de visões recebidas pelo referido profeta. Mesmo o livro sendo escrito na Babilônia durante o cativeiro, e pouco depois dele, não tinha o propósito de proporcionar uma história do desterro dos judeus nem uma biografia de Daniel. O livro relata as vicissitudes principais da vida do estadista-profeta e de seus colegas, e foi compilado com fins específicos.
Antes de mais nada Daniel apresenta uma breve informação a respeito da razão pela qual ele se achava ao serviço do rei babilônico (Daniel 1:1-21). Depois de terem sido levados para Babilônia no primeiro cativeiro no ano 605 a.C., durante a primeira campanha do rei Nabucodonosor contra Síria, Daniel e outros príncipes de sangue real foram escolhidos para serem preparados para o serviço governamental. Os primeiros dezenove anos da estadia de Daniel em Babilônia foram os últimos anos da existência do reino de Judá, ainda que estava subjugado por Babilônia. A inútil política anti-babilônica dos últimos reis de Judá atraiu catástrofe atrás de catástrofe sobre a nação judia.
O rei Jeoaquim, durante cujo reinado Daniel tinha sido levado cativo, permaneceu leal a Babilônia durante alguns anos. No entanto, mais adiante cedeu à política do partido pró-egípcio de Judá, e se rebelou. Como resultado, o país sofreu invasões militares; seus cidadãos perderam a liberdade e foram levados para o cativeiro, e o rei perdeu a vida. Joaquim, seu filho e sucessor, depois de um breve reinado de só três meses, viu a volta dos exércitos babilônicos para castigar a deslealdade dos judeus. Junto com milhares dos principais cidadãos de Judá, foi levado cativo no ano 597 a.C. Seu sucessor, Zedequias, evidentemente tratou de permanecer leal a Babilônia. No entanto, devido a sua debilidade e vacilação não pôde resistir durante muito tempo às propostas do Egito e os sentimentos anti-babilônicos de seus principais conselheiros. Como resultado disto, Nabucodonosor já cansado das repetitivas revoltas ocorridas na Judéia, decidiu acabar com o reino de Judá. Durante dois anos e meio os exércitos da Babilônia assolaram a terra de Judá, tomaram e destruíram as cidades, inclusive Jerusalém com seu templo e seus palácios, e levaram cativos à maioria dos habitantes de Judá no ano 586 a.C.
Daniel esteve na Babilônia durante esses dias agitados. Sem dúvida viu os exércitos babilônicos que se punham em marcha para levar a cabo suas campanhas contra a Judéia e foi testemunha de seu regresso vitorioso e da chegada dos cativos judeus. Entre os cativos esteve o jovem rei Joaquim com sua família (II Reis 24:10-16), e mais tarde o rei Zedequias, a quem tinham arrancado os olhos (II Reis 25:7). Durante esses anos Daniel deve ter estado inteirado da agitação política que existia entre os judeus deportados, que fez com que o rei mandasse queimar vivos a alguns dos principais instigadores. Foi esta agitação a que impulsionou a Jeremias a enviar uma carta a seus compatriotas exilados na que os aconselhava a levar uma vida sossegada e calma na Babilônia (Jeremias 29:).
Durante esses anos Daniel e seus três amigos cumpriram lealmente e sem alardes seus deveres como servidores públicos do rei e súditos do reino. Depois de sua esmerada instrução, chegaram a ser membros de um grupo seleto chamado os sábios, os que serviam ao rei como conselheiros. Foi então quando Daniel teve excepcional oportunidade de explicar a Nabucodonosor o sonho dos impérios futuros. Como resultado Daniel foi nomeado para um cargo importante, que aparentemente reteve durante muitos anos. Esse cargo lhe deu a oportunidade de fazer que o rei conhecesse o poder do Deus do céu e da terra, a quem serviam Daniel e seus amigos. Não se sabe quanto tempo permaneceu Daniel nesse importante cargo. Aparentemente o perdeu antes do ano 570 a.C. já que seu nome não se encontra no "Almanaque da Corte e o Estado", escrito em cuneiforme, que contém a lista dos principais servidores públicos do governo de Nabucodonosor nesse tempo. Não existem outros "Almanaques da Corte e o Estado" que sejam do tempo do reinado de Nabucodonosor. Na verdade, não se menciona a Daniel em nenhum documento extrabíblico da época.
A ausência do nome de Daniel neste documento não é estranha, já que não sabemos quanto tempo permaneceu Daniel desempenhando um cargo público. Só se registram no Livro de Daniel quatro acontecimentos principais do reinado de Nabucodonosor, e em três deles figura Daniel:
- A educação dos príncipes judeus durante os três primeiros anos de seu reinado, o que inclui no ano ascensional
- A interpretação do sonho de Nabucodonosor no segundo ano do reinado do monarca
- A dedicação da imagem na Planície de Dura e a libertação extraordinária dos amigos de Daniel, num ano não especificado
- A interpretação do sonho de Nabucodonosor feita por Daniel, quem anunciou que o rei perderia a razão durante sete anos, o que provavelmente ocorreu durante os últimos anos do monarca

Não se sabe nada das atividades de Daniel durante os anos quando Nabucodonosor esteve incapacitado. Também não sabemos o que fez Daniel depois de que o rei recobrou suas faculdades e seu trono, ou se prestou serviços durante os reinados dos reis posteriores: Evil-Merodaque, Neriglissar, Labasi-Marduque e Nabonido. No entanto, ele pode ter visto a decadência moral e a corrupção do poderoso império de Nabucodonosor, governado por reis que tinham assassinado a seus predecessores.
Daniel também deve ter observado com sumo interesse o rápido crescimento do rei Ciro, o Grande da Pérsia no oriente, já que o nome 'Ciro' tinha sido mencionado na profecia como libertador de Israel (Isaías 44:28; Isaías 45:1). É também possível que no ano 553 a.C. Daniel visse Nabonido nomear seu filho Belsazar como rei da Babilônia enquanto Nabonido ia à conquista de Taima, na Arábia. Foi durante os três primeiros anos do reinado de Belsazar que Daniel recebeu grandes visões (Daniel 7:-8), e o homem que até então tinha sido conhecido só como intérprete de sonhos e visões se transformou num dos grandes profetas de todos os tempos: Daniel.
Os babilônios pediram novamente os serviços de Daniel durante a noite da queda de Babilônia no ano 539 a.C., para que lesse e interpretasse a escritura fatal no muro da sala de banquetes de Belsazar. Depois de que os persas se adonaram da Babilônia e de seu império, os novos governadores aproveitaram dos talentos e da experiência do ancião estadista da geração passada. Outra vez Daniel chegou a ser o principal conselheiro da coroa. Foi ele quem mostrou ao rei as profecias de Isaías, as quais influíram sobre o monarca persa para que promulgasse Declaração de Ciro, o decreto que terminava com o desterro dos judeus e lhes dava novamente uma pátria e um templo. Durante esta última parte da atuação pública de Daniel teve um atentado contra sua vida promovido por invejosos, mas , segundo a Bíblia, o Senhor interveio e liberou a seu servo (Daniel 6). Ademais recebeu outras visões importantes durante estes últimos anos de sua vida, primeiro durante o reinado de Dario, o Medo e depois durante o de Ciro (Daniel 10:, 11 e 12)

## Achados arqueológicos

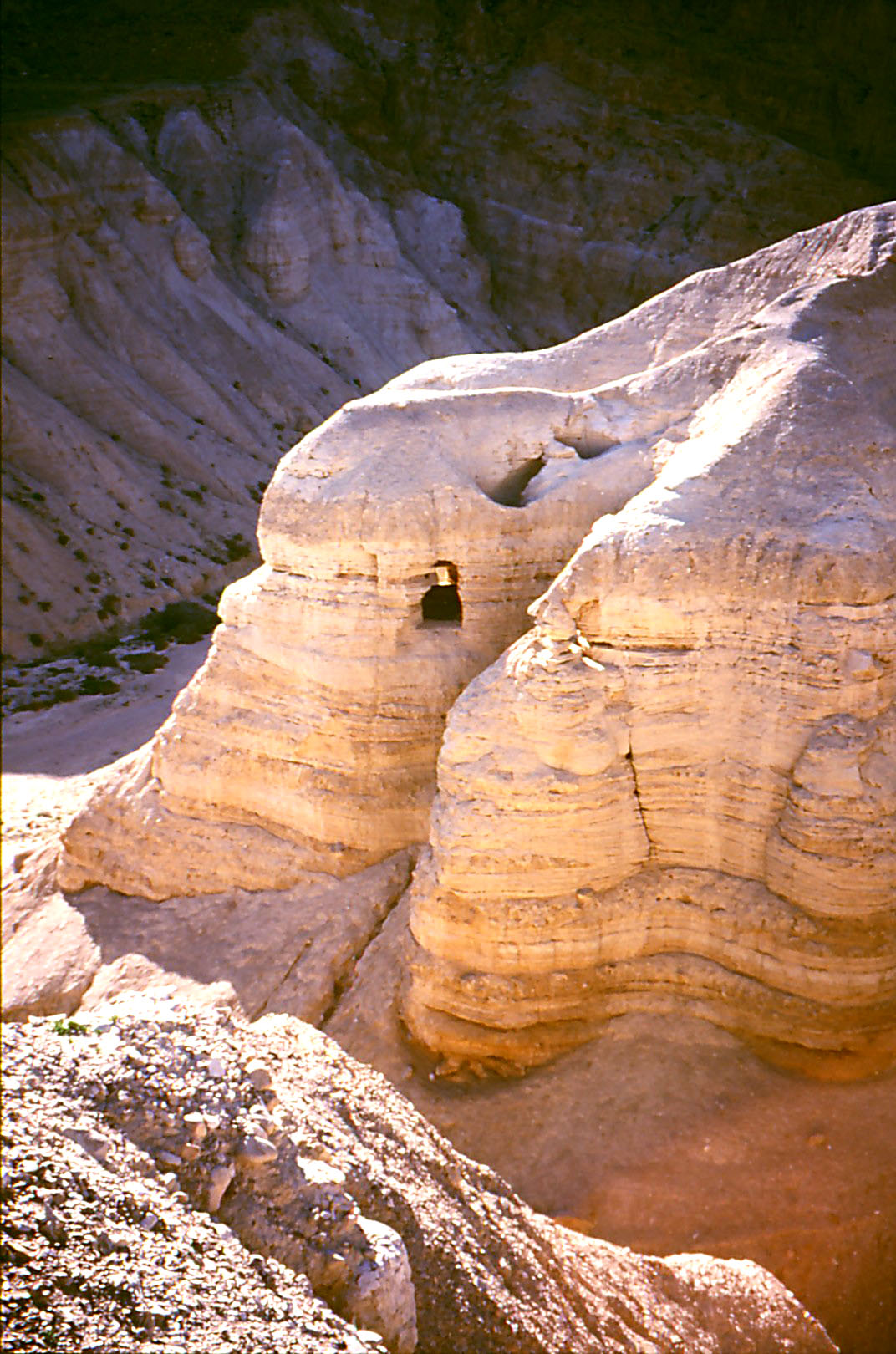
Cavernas de Qumran

Na primeira gruta de Qumran existiam três fragmentos do Livro de Daniel, os quais foram publicados por D. Barthélemy e J. T. Milik, em Discoveries in the Judaean Desert I: Qumran Cave I (Descobertas no deserto da Judéia l: Caverna 1 de Qumran), (Oxford, 1955), pp. 150–152. Os fragmentos provem de dois rolos ou de um mesmo livro, nos quais os capítulos 1 e 2 foram escritos por um escriba e o capítulo 3 por outro. Uma comparação deste texto com o texto massorético mostra 16 variantes, nenhuma das quais afeta o significado da passagem. As diferenças são tão insignificantes que não se notariam numa tradução.
Este é um poderoso argumento para sustentar que o texto hebraico de Daniel está agora essencialmente na mesma forma em que estava pelo menos no tempo de Cristo.
Também é interessante o fato de que o capítulo 2 inclui a passagem na qual ocorre uma mudança do idioma do hebraico para aramaico. Nesse ponto há um espaço em branco entre a última palavra em hebraico e a primeira em aramaico, o que faz uma distinção clara entre as seções dos dois idiomas. É também digno de notar que, da mesma maneira que o texto massorético, estes fragmentos não contêm o canto dos três jovens.
A quarta gruta de Qumran produziu fragmentos de couro de três manuscritos de Daniel (ainda não publicados em 1984), os quais, segundo se informou, estão em bom estado de conservação e representam porções consideráveis do livro. F. M. Cross, em Biblical Archaeologist, 19 (1956), 85-86; em Revue Biblique, 63 (1956), p. 58.
Da sexta gruta de Qumran procedem vários fragmentos de papiros de Daniel, os que representam os versos 8:20-21; 10:8-16; e 11:33-38 (contêm nove variações ortográficas menores). Foram publicados por M. Baillet em Discoveries in the Judaean Desert III: Les petites rottes de Qumran (tradução livre: “Descobertas no deserto da Judeia III: As pequenas grutas de Qumran”), (Oxford, 1962).

## Autoria

### Opinião tradicional
A opinião tradicional, tanto de judeus como de cristãos, é que o livro foi escrito no século VI a.C., e que Daniel foi realmente o autor. As evidências em favor dessa opinião são as seguintes:
- Afirmações presentes no próprio livro. O profeta Daniel fala em primeira pessoa em muitas passagens (Daniel 8:1-7 e 13-19, 27; 9:2-22; 10:2-5; etc.). Afirma que recebeu pessoalmente a ordem divina de preservar o livro (Daniel 12). O fato de que existam seções nas quais o autor se refira a si mesmo em terceira pessoa não é estranho, já que esse estilo é frequente em obras antigas.
- O autor conhece bem a história. Somente um homem do século VI a.C., bem versado em assuntos babilônicos, poderia ter escrito quanto a alguns dos fatos históricos que se encontram no livro. O conhecimento desses fatos se perdeu depois do século V a.C., pois não se registrou em outra literatura antiga posterior. Descobertas arqueológicas mais ou menos recentes trouxeram estes fatos novamente à luz.
- O depoimento de Jesus Cristo. Jesus mencionou a Daniel como sendo o autor (Mateus 24:15).

## Historicidade
Desde que o filósofo Porfírio realizou os primeiros grandes ataques contra a historicidade do livro de Daniel (233-304 d.C.), este livro tem estado exposto aos embates dos críticos, ao princípio só de vez em quando, mas durante os dois últimos séculos o ataque foi constante. Por isso muitos eruditos cristãos de hoje consideram que o Livro de Daniel é obra de um autor anônimo que viveu no século II a.C., mais ou menos no tempo da revolução macabeia. Estes eruditos dão duas razões principais para localizar o livro de Daniel nesse século:
- Entendem que algumas profecias se referem a Antíoco IV Epifânio (175–163 a.C.), e que a maior parte das profecias — pelo menos daquelas cujo cumprimento foi demonstrado — teriam sido escritas depois de ocorridos os acontecimentos descritos, as profecias de Daniel devem localizar-se com posterioridade ao reinado de Antíoco IV.
- Segundo seus argumentos, as seções históricas de Daniel contêm o registo de certos acontecimentos que não concordam com os fatos históricos conhecidos de acordo com os documentos disponíveis, estas diferenças podem ser explicadas se o autor não tivesse vivido os acontecimentos, e portanto só possuísse um conhecimento limitado do que tinha ocorrido 400 anos antes, nos séculos VII e VI a.C.

Dentre essas incoerências entre relatos do Livro de Daniel e os fatos históricos, pode-se citar:
- Não houve uma deportação em 605 a.C.;
- Belsazar é filho de Nabonido e não de Nabucodonosor II;
- Dario I, que é persa e não medo, é um dos sucessores de Ciro II e não seu predecessor;[nota 9]
- O ambiente babilônico é descrito com termos de origem persa;
- Os instrumentos da orquestra de Nabucodonosor II trazem nomes transcritos do grego;
- Daniel não é mencionado no Eclesiástico, que relaciona os profetas de Israel em 48:22 e 49:7–8.10.

Além do que, a doutrina sobre os anjos, o costume de evitar o nome de Javé e outros elementos não são do período do Exílio na Babilônia, mas bem posteriores.
O primeiro dos dois argumentos não tem validade para os que defendem existência concreta de Daniel, porque estes crêem que os inspirados profetas realmente faziam predições precisas quanto ao curso da história. O segundo argumento merece um maior atendimento e por isso apresentamos aqui um breve estudo a respeito da validez histórica do Livro de Daniel.
É verdade que Daniel descreve alguns acontecimentos que ainda hoje não podem ser verificados por meio dos documentos de que dispomos. Um desses acontecimentos é a loucura de Nabucodonosor, que não se menciona em nenhum registro babilônico que exista hoje. A ausência de comprovação de uma incapacidade temporária do maior rei do Império Neobabilônico não é um fenômeno estranho num tempo quando os registros reais só continham narrações dignas de louvor. Dário, o Medo, cujo verdadeiro lugar na história não foi estabelecido por fontes fidedignas alheias à Bíblia, é também um enigma histórico. Encontram-se insinuações quanto a sua identidade nos escritos de alguns autores gregos e em informação fragmentaria de fontes cuneiformes.
As outras supostas dificuldades históricas que confundiam aos comentaristas conservadores de Daniel, foram resolvidas pelo aumento do conhecimento histórico que nos proporcionou a arqueologia. Mencionaremos a seguir alguns destes problemas mais importantes que já foram resolvidos:
- A suposta discrepância cronológica entre Daniel 1:1 e Jeremias 25:1. Jeremias, que segundo o critério geral dos eruditos é uma fonte histórica digna de confiança, sincroniza o 4.º ano de Joaquim de Judá com o primeiro ano de Nabucodonosor da Babilônia. No entanto, Daniel fala que a primeira conquista de Jerusalém efetuada por Nabucodonosor ocorreu no terceiro ano de Joaquim, com o que indubitavelmente afirma que o primeiro ano de Nabucodonosor coincide com o terceiro ano de Joaquim. Antes da descoberta de registos dessa época que revelam os variados sistemas de computar nos anos de reinado dos antigos monarcas, os comentaristas tinham dificuldade para explicar esta aparente discrepância. Tratavam de resolver o problema supondo uma corregência de Nabucodonosor com seu pai Nabopolassar ou pressupondo que Jeremias e Daniel localizavam os acontecimentos segundo diferentes sistemas de datas: Jeremias segundo o sistema judeu e Daniel segundo o babilônico. Ambas explicações já não são válidas. Resolveu-se a dificuldade ao descobrir que os reis babilônios, como os de Judá desse tempo, contavam os anos de seus reinados segundo o método do "ano de ascensão". O ano em que um rei babilônio ascendia ao trono não se contava oficialmente como seu primeiro ano, mas como o ano de ascensão ao trono. Seu primeiro ano, é o primeiro ano completo no calendário, não começava até o próximo dia de ano novo, quando, numa cerimônia religiosa, tomava as mãos do deus babilônico Bel. Também sabemos por Flávio Josefo e pelas crônicas mesopotâmicas que Nabucodonosor estava empenhado numa campanha militar na Palestina contra Egito quando seu pai morreu e ele tomou o trono. Portanto, Daniel e Jeremias concordam completamente. Jeremias sincronizou o primeiro ano do reinado de Nabucodonosor com o quarto ano de Joaquim, enquanto Daniel foi tomado cativo no ano que subiu ao trono Nabucodonosor, ano que ele identifica como o terceiro de Joaquim.
- Nabucodonosor como grande construtor de Babilônia. De acordo com os historiadores gregos, Nabucodonosor desempenhou um papel insignificante na história antiga. Nunca se referem a ele como um grande construtor ou como o criador de uma nova e maior Babilônia. Todo leitor das histórias clássicas gregas reconhecerá que esta honra é dada à rainha Semíramis. No entanto, os registos cuneiformes dessa época, descobertos por arqueólogos durante os últimos cem anos, mudaram inteiramente o quadro apresentado pelos autores clássicos e confirmaram o relato do Livro de Daniel que atribui a Nabucodonosor a construção - em verdade reconstrução - da "Grande Babilônia" (Daniel 4:30). Descobriu-se agora que Semíramis era rainha mãe em Assíria, regente de seu filho menor de idade Adadenirari III (810−782 a.C.), e não reinou em Babilônia como afirmavam as fontes clássicas. As inscrições mostraram que ela não teve nada que ver com a construção de Babilônia. Por outro lado, numerosas inscrições de Nabucodonosor que ficaram nas construções provam que ele foi o criador de uma nova Babilônia, pois reedificou os palácios, templos e a torre-templo da cidade, e adicionou novos edifícios e fortificações. Já que essa informação se tinha perdido completamente antes da época helenística, nenhum autor poderia tê-la, salvo um neobabilônico. A presença de tal informação no Livro de Daniel é motivo de perplexidade para os eruditos críticos que não creem que o Livro de Daniel foi escrito no século VI a.C., senão no II. Um exemplo típico de seu dilema é a seguinte afirmação de R. H. Pfeiffer, da Universidade de Harvard: "Provavelmente nunca saberemos como soube nosso autor que a nova Babilônia era criação de Nabucodonosor… como o provaram as escavações" - (Introduction to the Old Testament - New York, 1941).
- Belsazar, rei de Babilônia. O assombroso relato da descoberta feita por orientalistas modernos a respeito da identidade de Belsazar. O fato de que o nome deste rei não se tivesse encontrado em fontes antigas alheias à Bíblia, enquanto Nabonido sempre aparecia como o último rei de Babilônia antes da conquista dos persas, usava-se como um dos mais poderosos argumentos na contramão da historicidade do Livro de Daniel. Mas as descobertas efetuadas desde meados do século XIX refutaram a todos os críticos de Daniel neste respeito e têm vindicado de maneira impressionante o caráter fidedigno do relato histórico do profeta com respeito a Belsazar.
- Os idiomas do livro. Como Esdras, uma parte do livro de Daniel foi escrita em hebraico e outra parte em aramaico. Alguns explicaram este uso de dois idiomas supondo que no caso de Esdras o autor tomou documentos aramaicos, acompanhados com suas descrições históricas, e os incorporou a seu livro, o restante estava escrito em hebraico, o idioma nacional de seu povo. Mas tal interpretação não se acomoda com o livro de Daniel, onde a seção aramaica começa com o capítulo 2 versículo 4, e termina com o último versículo do capítulo 7. A seguir há uma lista parcial das muitas explicações que oferecem os eruditos quanto a este problema, junto com algumas observações entre parênteses que parecem contradizer a validez dessas explicações:

1. O autor escreveu os relatos históricos para quem falava aramaico, e as profecias para os eruditos que falavam hebraico. (No entanto existe aramaico nos capítulos 2 e 7 - ambos contêm grandes profecias - indica que esta opinião não é correta.)
2. Os dois idiomas mostram a existência de duas fontes. (Esta opinião não pode ser correta porque o livro tem uma unidade marcante, coisa que até mesmo alguns críticos radicais reconheceram)
3. O livro foi escrito originalmente em um idioma, e mais tarde algumas partes foram traduzidas. (Este ponto de vista deixa sem contestar a pergunta quanto à razão pela qual se traduziram só algumas seções ao outro idioma e não todo o livro.)
4. O autor publicou o livro em duas edições, uma em hebraico, outra em aramaico, para que toda classe de gente pudesse lê-lo; durante as perseguições no tempo dos Macabeus, algumas partes do livro se perderam, e as partes que se puderam salvar das duas edições foram reunidas num livro sem fazer mudanças (esta ideia tem o defeito de não poder ser comprovada e de basear-se em demasiadas conjecturas.)
5. O autor começou a escrever em aramaico no ponto onde os caldeus se dirigiram "ao rei em língua arameia" (Daniel 2:4), e continuou neste idioma enquanto escrevia nesse tempo; mas depois, quando voltou a escrever, usou o hebraico (Daniel 8:1).
A última opinião aparentemente está bem orientada porque parecesse que as diferentes seções do livro foram escritas em diferentes ocasiões. Pelo fato de ser um culto servidor público do governo, Daniel falava e escrevia em vários idiomas. Provavelmente escreveu alguns dos relatos históricos e algumas das visões em hebraico, e outras em aramaico. Partindo desta suposição, o capítulo 1 teria sido escrito em hebraico, provavelmente durante o primeiro ano de Ciro, e os relatos dos capítulos 3 ao 6 em aramaico em diferentes ocasiões. As visões proféticas foram registradas na maior parte em hebraico (Daniel 8 a 12), ainda que a visão do capítulo 7 foi escrita em aramaico. Por outro lado, o relato do sonho de Nabucodonosor (Daniel 2) foi escrito em hebreu até o ponto em que se cita o discurso dos caldeus (Daniel 2:4); e desde este ponto até o fim da narração o autor usou o aramaico.
Ao final de sua vida, quando Daniel reuniu todos seus escritos para formar um só livro, é possível que não tivesse considerado necessário traduzir certas partes para dar ao livro unidade linguística, já que sabia que a maior parte de seus leitores entenderiam os dois idiomas.

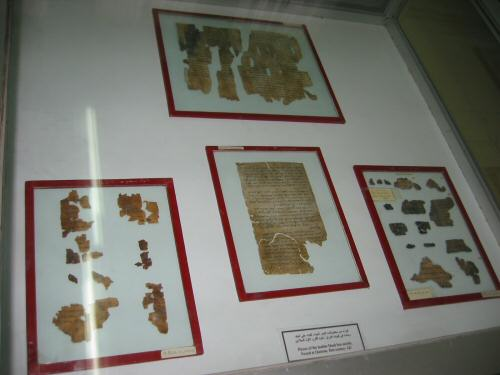
Fragmentos dos Pergaminhos do Mar Morto

Aqueles que datam a origem de Daniel no século II a.C. têm também o problema de explicar por que um autor hebreu do período macabeu escreveu parte de um livro em hebreu e outra parte do mesmo em aramaico.
Também as peculiaridades ortográficas das seções aramaicas do Livro de Daniel são parecidas às do aramaico da Ásia Ocidental dos séculos IV a III a.C., devido possivelmente a uma modernização do idioma, há diferenças notáveis. A ortografia não pode dizer-nos muito quanto à data quando se escreveu o livro, bem como a última revisão do texto da RVR não pode tomar-se como prova de que a Bíblia foi originalmente escrita ou traduzida no século XX d.C. No máximo, as peculiaridades ortográficas podem indicar quando se fizeram as últimas revisões da ortografia.
Entre os rolos descobertos no Mar Morto há vários fragmentos de Daniel que provém do século II a.C. Pelo menos dois deles contêm a seção do capítulo 2, onde se faz a mudança do hebraico ao aramaico e mostram claramente o caráter bilíngue do livro nessa data.

## O tema do livro segundo a perspectiva cristã
Com justiça poderíamos chamar ao Livro de Daniel um manual de história e de profecia. A profecia é uma visão antecipada da história; a história é um repasso retrospectivo da profecia. Segundo a crença cristã o elemento previsto permite que o povo de Deus veja as coisas transitórias à luz da eternidade, põe-no alerta para atuar com eficácia em determinados momentos, facilita a preparação pessoal para a crise final e, ao cumprir-se a predição, proporciona uma base firme para a fé.
Para os cristão as quatro principais profecias do Livro de Daniel fazem ressaltar num breve esboço, e tendo como marco de fundo a história universal, o futuro do povo de Deus desde os dias de Daniel até o fim do tempo. Cada uma das quatro grandes profecias atinge um pináculo quando "o Deus do céu" levanta "um reino que não será destruído" (Dn 2:44), quando o "filho do homem" recebe "domínio eterno" (Daniel 7:13-14), quando a oposição ao "Príncipe dos Príncipes" será quebrantada "não por mão humana" (Dn 8:25) e quando o povo de Deus será livrado para sempre de seus opressores (Dn 12:1). Portanto, para os cristãos, as profecias constituem uma ponte divinamente construída desde o abismo do tempo até as ribeiras sem limites da eternidade, uma ponte sobre o qual aqueles que, como Daniel propõem em seu coração amar e servir a Deus, pela fé poderão passar desde a incerteza e a aflição da vida presente à paz e a segurança da vida eterna.
A seção histórica do Livro de Daniel revela, em forma surpreendente, a verdadeira filosofia da história. Esta seção serve de prefácio para a seção profética. Ao dar-nos um relato detalhado do trato de Deus com Babilônia, o livro nos capacita para compreender o significado do surgimento e da queda de outras nações cujas histórias estão embaralhadas na porção profético do livro.
Na seção histórica do livro encontramos a Daniel, cara a cara ante Nabucodonosor, o gênio do mundo pagão, para que o rei tivesse a oportunidade de conhecer ao Deus de Daniel, árbitro da história, e cooperasse com ele. Nabucodonosor não só era o monarca da nação maior desse tempo mas também era muito sábio e tinha um sentido inato do direito e da justiça. Em verdade, era a personalidade mais sobressalente do mundo gentio, o "poderoso das nações" (Ez 31:11). Segundo Jeremias, dele Deus disse: "Agora eu pus todas estas terras em mãos de Nabucodonosor rei de Babilônia, meu servo" (Jr 27:6). Ao impor os judeus o cativeiro na Babilônia era desejável que existisse uma mão firme, mas que não fosse cruel, como eram as normas daquele tempo. A missão de Daniel na corte de Nabucodonosor foi a de conseguir a submissão da vontade do rei à vontade de Deus para que se realizassem os propósitos divinos.
Os primeiros quatro capítulos de Daniel descrevem os meios pelos quais, segundo Daniel, Deus conseguiu a obediência de Nabucodonosor. Em primeiro lugar, Deus precisava de um homem que fosse um digno representante dos princípios celestiais e do plano de ação divino na corte de Nabucodonosor; por isso escolheu a Daniel para que fosse seu embaixador pessoal ante Nabucodonosor. Os recursos que empregou Deus para atrair favoravelmente o atendimento do monarca para o cativo Daniel, e os meios pelos quais Nabucodonosor chegou a confiar primeiro em Daniel e depois no Deus de Daniel, ilustram a maneira em que o Altíssimo usa aos homens hoje para cumprir sua vontade na terra.
Deus pôde usar a Daniel porque este era um homem de princípios, um homem que tinha um caráter genuíno, um homem cujo principal propósito na vida era viver para Deus.
Daniel "propôs em seu coração" (Daniel 1:8) viver em harmonia com toda a vontade revelada de Deus. Primeiro, Deus o pôs "em graça e em boa vontade" com os servidores públicos de Babilônia. Isto preparou o caminho para um segundo passo, a demonstração da superioridade física de Daniel e de seus parceiros (vv. 12-15). Depois seguiu uma demonstração de superioridade intelectual. "Deus lhes deu conhecimento e inteligência em todas as letras e ciências" (v. 17), com o resultado de que se os considerou "dez vezes melhores" que a seus competidores mais próximos (v. 20). Dessa maneira, tanto em sua personalidade como no aspecto físico e intelectual Daniel demonstrou ser muito superior a seus colegas; e foi bem como ganhou a confiança e o respeito de Nabucodonosor.
Estes acontecimentos prepararam o monarca para que conhecesse ao Deus de Daniel. Uma série de acontecimentos dramáticos: o sonho do capítulo 2, a maravilhosa libertação do forno ardente (Daniel 3) e o sonho do capítulo 4 mostraram ao rei a sabedoria, o poder e a autoridade do Deus de Daniel. A inferioridade da sabedoria humana, exibida no capítulo 2, fez que Nabucodonosor admitisse ante Daniel: "Certamente o Deus vosso é Deus de deuses, e Senhor dos reis, e o que revela os mistérios" (Dn 2:47).

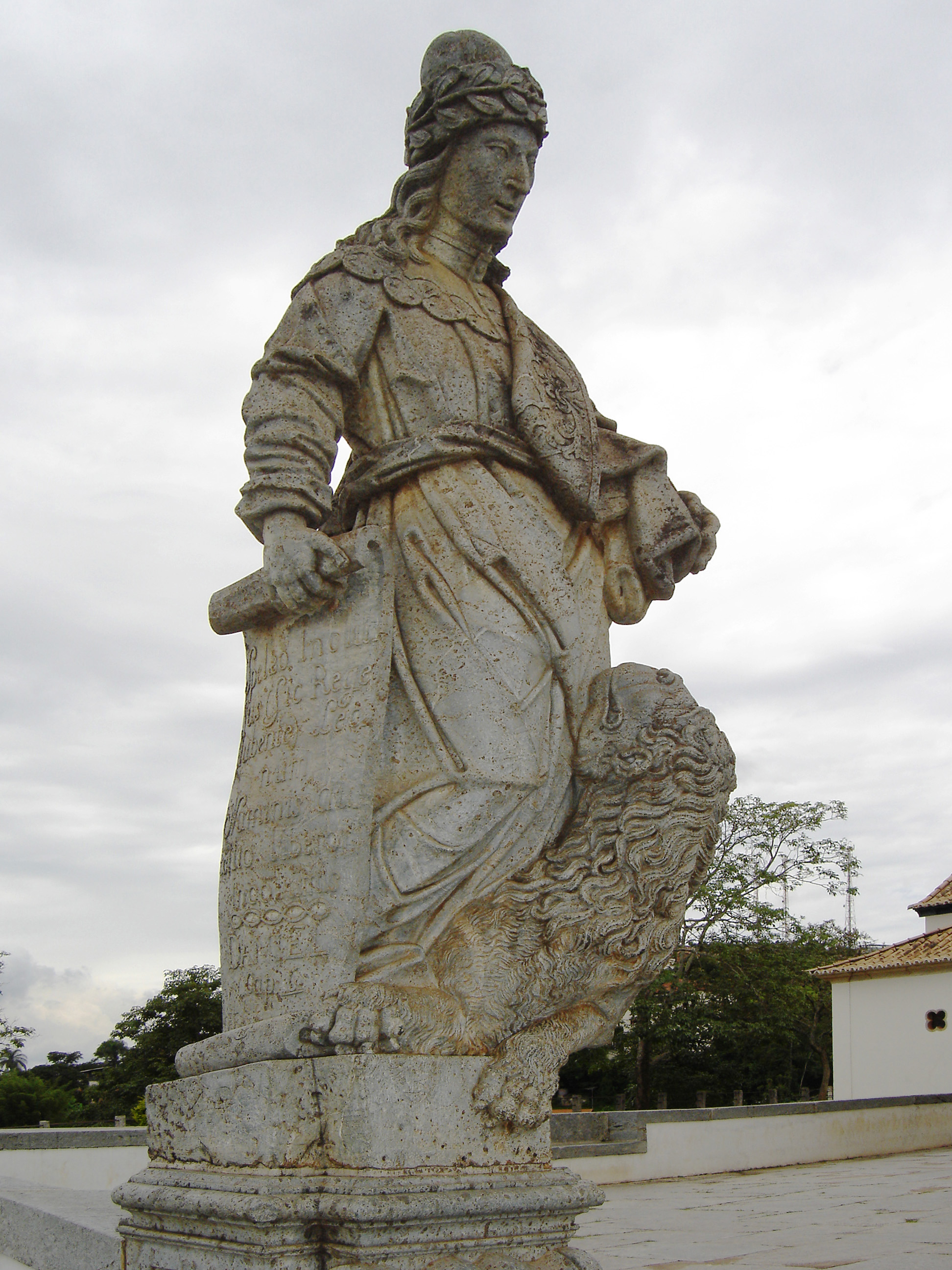
O profeta Daniel feito em pedra-sabão por Aleijadinho no adro do Santuário do Bom Jesus de Matosinhos em Congonhas do Campo

Reconheceu espontaneamente que a sabedoria divina era superior, não só à sabedoria humana, senão ainda à suposta sabedoria de seus próprios deuses. O acontecimento da imagem de ouro e do forno de fogo ardente fez que Nabucodonosor admitisse que o Deus dos céus "livrou a seus servos" (cap. 3: 28). Sua conclusão foi que ninguém em todo seu reino deveria dizer "blasfêmia contra o Deus" dos hebreus, em vista de que "não há deus que possa livrar como este" (v. 29). Então Nabucodonosor reconheceu que o Deus do céu não era só sábio senão poderoso, que não só era omnisciente como também omnipotente. O terceiro acontecimento, os sete anos durante os quais sua decantada sabedoria e poder lhe foram transitoriamente tirados, ensinaram ao rei não só que "o Altíssimo" é sábio e poderoso senão que exerce essa sabedoria e poder para reger os assuntos humanos (cap. 4: 32). Tem sabedoria, poder e autoridade. É notável que o primeiro ato de Nabucodonosor depois de que recuperasse a razão foi celebrar, engrandecer e glorificar ao "Rei do céu" e reconhecer que Deus "pode humilhar" a "os que estão com soberba" (v. 37), como o tinha feito ele durante tantos anos.
Mas as lições que Nabucodonosor aprendeu pessoalmente durante um período de muitos anos não beneficiaram a seus sucessores no trono de Babilônia. O último rei de Babilônia, Belsazar, desafiou abertamente ao Deus do céu (cap. 5:23) apesar de que conhecia o que lhe tinha sucedido a Nabucodonosor (v. 22). Em lugar de fazer em harmonia com o plano divino, "Babilônia se converteu em orgulhosa e cruel opressora" e ao recusar os princípios celestiais forjou sua própria ruína. A nação foi pesada e foi achada falta (cap. 5: 25-28), e o domínio mundial passou aos persas.
Ao livrar a Daniel do fosso dos leões, Deus demonstrou seu poder e autoridade ante os governantes do Império Aquemênida (Persa) (cap. 6:20-23) como o tinha feito anteriormente ante os de Babilônia. Um edital de Dario em Média reconhecia ao "Deus vivente" e admitia que ele "permanece por todos os séculos" (v. 26). Ainda "a lei em Média e de Pérsia, a qual não pode ser ab-rogada" (v. 8) deveu ceder ante os decretos do "Altíssimo" que "tem o domínio no reino dos homens" (cap. 4: 32). Ciro foi favoravelmente impressionado pela milagrosa prova do poder divino exibida na libertação de Daniel do fosso dos leões. As profecias que falam de seu papel na restauração de Jerusalém e do templo (Isa. 44: 26 a 45: 13) também o impressionaram grandemente.
Assim é como o Livro de Daniel expõe os princípios de acordo com os quais operam a sabedoria, o poder e a autoridade de Deus através da história das nações, para o cumprimento final do propósito divino. "Deus engrandeceu a Babilônia para que pudesse cumprir seu propósito". Ela teve seu período de prova, "fracassou, sua glória se murchou, perdeu seu poder, e seu lugar foi ocupado por outra nação".
As quatro visões do Livro de Daniel tratam da luta entre as forças do bem e do mal nesta terra, desde o tempo de Daniel até o estabelecimento do eterno reino de Cristo. Já que Satanás usa os poderes terrenais em seus esforços para frustrar o plano de Deus e destruir seu povo, estas visões apresentam aqueles poderes através dos quais o maligno atuou com muito empenho.
- A primeira visão (cap. 2) trata principalmente de mudanças políticas. Seu propósito primordial era revelar a Nabucodonosor seu papel como rei de Babilônia e comunicar-lhe "o que tinha de ser no porvir" (v. 29).
- A segunda visão (cap. 7) aparenta ser um suplemento da primeira visão. Destaca as vicissitudes do povo de Deus durante a hegemonia dos poderes mencionados na primeira visão, e prediz a vitória final dos santos e o juízo de Deus sobre seus inimigos (vv. 14, 18, 26-27).
- A terceira visão (cap. 8-9) complementa à segunda e faz ressaltar os esforços de Satanás por destruir a religião e o povo de Cristo.
- A quarta visão (cap. 10-12) resume as visões precedentes e trata o tema em forma mais detalhada do que qualquer das outras. Amplia o tema da segunda visão e o da terceira. Põe especial ênfase em "o que tem de vir a teu povo nos últimos dias; porque a visão é para esses dias" (capítulo 10:14), e o "tempo fixado era longo" (v. 1, RVA). A narração bosquejada da história que se encontra em 781 o capítulo 11: 2-39 leva a "os posteriores dias" (capítulo 10: 14) e os acontecimentos "ao cabo do tempo" (capítulo 11: 40).

As profecias de Daniel estão estreitamente relacionadas com as do livro do Apocalipse. Em grande parte o Apocalipse trata do mesmo tema, mas faz ressaltar em forma especial o papel da igreja cristã como povo escolhido de Deus. Em consequência, alguns detalhes que podem parecer escuros no Livro de Daniel com frequência podem aclarar-se ao compará-los com o livro do Apocalipse. Daniel recebeu instruções de fechar e selar aquela parte de sua profecia referente aos últimos dias até que, mediante um estudo diligente do livro, aumentasse o conhecimento de seu conteúdo e de sua importância (CS 405; cap. 12: 4). Ainda que a porção da profecia de Daniel relacionada com os últimos dias foi selada (cap. 12: 4; HAp 467), o apóstolo João recebeu instruções específicas de não selar "as palavras da profecia" de seu livro, "porque o tempo está perto" (Ap 22:10). De maneira que para obter uma interpretação mais clara de qualquer porção do livro de Daniel do que seja difícil de entender, devêssemos estudar cuidadosamente o livro do Apocalipse em procura de luz para dissipar as trevas.

## Temas centrais
1. Equilíbrio alimentar e seu benefício (cap. 1)
2. Revelação e interpretação do sonho do rei (cap. 2)
3. Adoração verdadeira e a falsa (cap. 3)

Segundo este livro, todos os outros poderes, por maiores que sejam, podem ser derrubados pela ação daqueles que acreditam ser Deus o único absoluto (Dn 2:31-47).
O livro de Daniel foi escrito na Babilônia e as pessoas importantes deste livro são Sadraque, Mesaque, Abednego, Daniel, Nabucodonosor II, Belsazar e Dario, o Medo.

## Estrutura literária

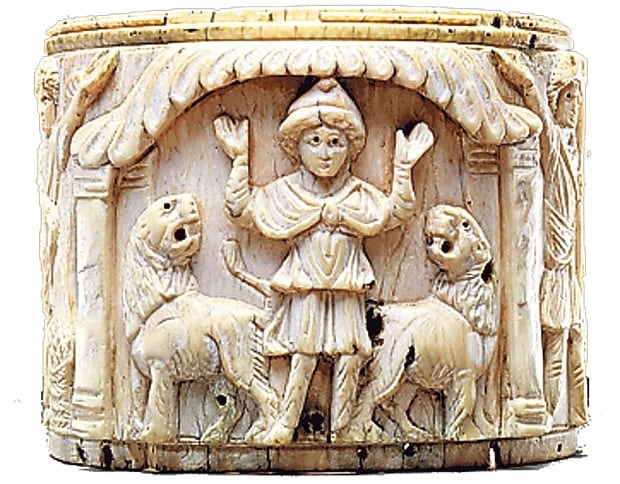
Daniel na cova dos leões. Artista desconhecido, Egito, século VI

O livro se divide em duas partes fáceis de distinguir. A primeira (capítulos 1 a 6) é principalmente histórica. A segunda (capítulos 7 a 12) tem um cunho profético ou apocalíptico. Apesar disto o livro constitui uma unidade literária. Para defender tal unidade podem apresentar-se os seguintes argumentos:
- As diferentes partes do livro estão mutuamente relacionadas entre si. Se poderá compreender o uso dos copos do templo no banquete de Belsasar se for levado em conta como chegaram a Babilônia (Daniel 5:3; 1:1-2). No verso 3:12 se faz referência a uma medida administrativa de Nabucodonosor que se descreve no verso 2:49. No verso 9:21 se faz referência a uma visão prévia (Daniel 8:15-16).
- A parte histórica contém uma profecia (Daniel 2) estreitamente relacionada com o tema das profecias que se encontram na última parte do livro (Daniel 7 a 12). O capítulo 7 amplia o tema tratado no capítulo 2. Há também uma relação evidente entre elementos históricos e proféticos. A seção histórica (Daniel 1 a 6) constitui uma narração do trato de Deus com uma nação, Babilônia, e o papel desta no plano divino. Este relato tem o propósito de ilustrar a forma em que Deus trata a todas as nações. A semelhança do que ocorreu com Babilônia, cada um dos impérios mundiais sucessivos que se descrevem graficamente na parte profética do livro, recebeu uma oportunidade de conhecer a vontade divina e de cooperar com ela, e cada um teria de ser medido pela fidelidade com que cumpriu o propósito divino. Desta maneira o surgimento e a queda das nações representadas na parte profético devem compreender-se dentro do marco dos princípios expostos na parte histórica, vistos em ação no caso da Babilônia. Este fato converte às duas seções do livro numa unidade e mostrando o papel desempenhado por cada um dos impérios mundiais.

### Seção histórica
Na primeira parte (Dn 1-6), contam-se histórias passadas sob o domínio dos persas, mostrando como Daniel e seus companheiros resistiram aos poderosos do império e permaneceram fiéis à sua religião; assim foram salvos por Deus.
- Capítulo 1: Daniel e seus companheiros a serviço de Nabucodonosor II;
- Capítulo 2: o Sonho da Estátua;
- Capítulo 3: a adoração da estátua de ouro e os três companheiros de Daniel na fornalha;
- Capítulo 4: a loucura de Nabucodonosor II;
- Capítulo 5: o festim de Baltazar;
- Capítulo 6: Daniel na cova dos leões.

Em todos esses casos Daniel e seus companheiros saem triunfantes de uma provação e os pagãos glorificaram a Deus que os salvou.

### Seção profética
Na segunda parte (Dn 7-12), em linguagem figurada, própria da apocalíptica, o autor divide a história em etapas, mostrando o conflito entre as grandes potências. Ressalta que se aproxima a última etapa da história: o Reino de Deus está para ser implantado; por isso, é preciso ter ânimo e coragem para resistir ao opressor, permanecendo fiel, ou seja contém as seguintes visões:
- Capítulo 7: as quatro feras;
- Capítulo 8: o bode e o carneiro;
- Capítulo 9: as setenta semanas;
- Capítulos 10 a 12: Tempo da cólera e Tempo do fim, além das disputas do "Rei do Norte" com o "Rei do Sul".[2]

### Singularidades das versões deuterocanônicas
As partes deuterocanônicas contém:
- versículos 24 a 90 do cap. 3: Salmo de Azarias e o cântico dos três jovens;
- Capítulo 13: a história de Susana;
- Capítulo 14: as histórias de Bel e da serpente sagrada, que são sátiras da idolatria.[12]